# Ащиколь (Атбасарський район)
Ащико́ль (каз. Ащыкөл) — село у складі Атбасарського району Акмолинської області Казахстану. Входить до складу Сергієвського сільського округу.
Населення — 63 особи (2021; 123 у 2009, 360 у 1999, 461 у 1989).
Національний склад станом на 1989 рік:
- росіяни — 35 %;
- німці — 34 %.